# Rosolino Colella
Rosolino Colella (Città Sant'Angelo, 4 febbraio 1864 – Palermo, 8 marzo 1940) è stato un politico e psichiatra italiano.

## Biografia
Rosolino Colella nasce a Città Sant' Angelo (Pescara). Professore ordinario di clinica neuro-psichiatrica e preside di facoltà all'Università di Palermo, Colella ha scritto numerose monografie specialistiche riguardanti, tra l'altro, la medicina legale.
Compagno al Convitto Cicognini di Prato, e legato da profonda amicizia, con Gabriele D'Annunzio ne fu anche medico della madre la signora "donna Luisetta".